# Il sesso più astuto
Il sesso più astuto (The Wiser Sex) è un film statunitense del 1932 diretto da Berthold Viertel.